# Map of the Problematique
Map of the Problematique – piosenka angielskiego zespołu rockowego Muse z ich czwartego albumu, Black Holes and Revelations. Utwór został wydany jako piąty singel z tej płyty 18 czerwca 2007 roku i był dostępny tylko jako download. Data wydania była poprzedzona dwoma koncertami, które Muse zagrali na Stadionie Wembley w dniach 16–17 czerwca 2007 roku.
Do singla nie ma teledysku promującego.
Piosenka zajęła 18. miejsce na UK Singles Chart i tym samym odniosła większy sukces niż poprzedni singel grupy, „Invincible”.
„Map of the Problematique” było wykorzystywane w wielu reklamach telewizyjnych w latach 2006–2007, m.in. w reklamie brytyjskiego serialu science fiction Primeval oraz w spotach telewizyjnych do filmu Ludzkie dzieci.
Utwór zajął 82. miejsce na liście „100 lost tracks of 2006” magazynu „Q”.

## Lista utworów
- Digital single

1. „Map of the Problematique”
2. „Map of the Problematique” (Does It Offend You, Yeah? remix)

- UK iTunes Store exclusive

1. „Map of the Problematique” (AOL Session)

- Muse.mu (oficjalna strona Muse) exclusive

1. „Map of the Problematique” (Rich Costey edit)
2. „Map of the Problematique” (Live from Wembley Stadium)
3. Wembley Digital Souvenir Pack